# DeeJay Dallas
Demetrius “DeeJay” Dallas Jr. (Brunswick, 16 settembre 1998) è un giocatore di football americano statunitense che milita nel ruolo di running back per gli Arizona Cardinals della National Football League (NFL).

## Carriera

### Seattle Seahawks
Dallas al college giocò a football con i Miami Hurricanes dal 2017 al 2019. Fu scelto nel corso del quarto giro (144º assoluto) del Draft NFL 2020 dai Seattle Seahawks. Debuttò come professionista nella gara del quarto turno vinta contro i Miami Dolphins per 31-23 correndo due volte per 8 yard e ricevendo due passaggi per 15 yard dal quarterback Russell Wilson. Nell'ottavo turno contro i San Francisco 49ers, complici gli infortuni di Chris Carson e Carlos Hyde, trovò maggior spazio correndo 41 yard e segnando un touchdown su corsa e uno su ricezione. La sua stagione da rookie si chiuse con 108 yard corse, 111 yard ricevute e 3 touchdown totali in 12 presenze.

### Arizona Cardinals
Il 12 marzo 2024 Dallas firmò con gli Arizona Cardinals. Nella prima partita con la nuova maglia ritornò un kickoff per 96 yard in touchdown contro i Buffalo Bills. Era dal 2015 che i Cardinals non segnavano da ritorno di kickoff.